# Сарапулов, Сергей Фёдорович
Сергей Фёдорович Сарапулов (род. 14 марта 1977, Свердловск) — российский учёный, электроэнергетик, доктор технических наук. Директор Уральского энергетического института в Уральском Федеральном университете.

## Биография
Высшее образование получил на электротехническом факультете УПИ им. С. М. Кирова (ныне Уральский энергетический институт УрФУ) по специальности «Электротехнологические установки и системы», который окончил в 1999 году. После окончания вуза остался в нём работать. На ноябрь 2021 года занимает должность директора Уральского энергетического института в Уральском Федеральном университете.

## Научная деятельность
В 2002 году защитил диссертацию на соискание ученой степени кандидата технических наук. В 2005 году получил звание доцента. С 2005 по 2010 год исполнял обязанности заместителя заведующего кафедрой электротехники и электротехнологических систем по науке. В 2011 году защитил докторскую диссертацию.
Сфера научных интересов сосредоточена вокруг следующих тем: магнитной гидродинамики, компьютерного моделирования на основе МКЭ и МКР, электроприборостроения. Являлся докладчиком на ряде научных конференций.
Является автором нескольких запатентованных изобретений.

## Административная работа
С начала 2010-х годов перешёл на административную работу в сфере образования и промышленности. В 2012 году был назначен на должность заместителя Министра промышленности и науки Свердловской области.

## Избранные труды
На русском языке:
- Электротехнологическая виртуальная лаборатория: Учебное пособие/ Ф. Н. Сарапулов, С. Ф. Сарапулов, Д. Н. Томашевский, В. Э. Фризен, И. В. Черных. Екатеринбург: УГТУ-УПИ, 2003 г. 233 с[3].
- Математические модели линейных индукционных машин на основе схем замещения: Учебное пособие / Ф. Н. Сарапулов, С. Ф. Сарапулов, П. Шымчак. 2-е издание, перераб и доп. Екатеринбург: ГОУ ВПО УГТУ-УПИ, 2005 г. 431 с[3].
- Плавильные комплексы на основе индукционных тигельных печей и их математическое моделирование: Учебное пособие / В. И. Лузгин, С. Ф. Сарапулов, Ф. Н. Сарапулов, Б. А. Сокунов, Д. Н. Томашевский, В. Э. Фризен, И. В. Черных, В. В. Шипицын. Екатеринбург: ГОУ ВПО УГТУ-УПИ, 2005 г. 464 с[3].
- Структурное моделирование тепловых процессов в электротермических установках: учебное пособие / В. В. Гоман, СМ. Мезенин, В. А. Прахт, С. Ф. Сарапулов, Ф. Н. Сарапулов, С. А. Федореев; под общ. ред. Ф. Н. Сарапу-лова. -Екатеринбург: УГТУ-УПИ, 2009. 343 с[3].
- Методы конечных элементов и конечных разностей в электромеханике и электротехнологии / Сидоров О. Ю., Сарапулов Ф. Н., Сарапулов С. Ф. — М.: Энергоатомиздат, 2010. −331 с[3].

На английском языке:
- Analysis of SF6 circuit breakers failures related to missing current zero. part I. Chernoskutov, D., Popovtsev, V. & Sarapulov, S., 13 ноя 2020, Proceedings of the 2020 Ural Smart Energy Conference, USEC 2020. Institute of Electrical and Electronics Engineers Inc., стр. 51-54 4 стр. 9281268. (Proceedings of the 2020 Ural Smart Energy Conference, USEC 2020)[5].
- Efficiency analysis of low electric power drives employing induction and synchronous reluctance motors in pump applications. Kazakbaev, V., Prakht, V., Dmitrievskii, V., Ibrahim, M. N., Oshurbekov, S. & Sarapulov, S., 1 янв 2019, В: Energies. 12, 6, 23 стр., 1144[5].
- Induction crucible furnace with reactive power nonsymmetrical compensation of inductor sections. Frizen, V. E., Sarapulov, S. F. & Smolianov, I. A., 24 авг 2018, 2018 20th International Symposium on Electrical Apparatus and Technologies, SIELA 2018 — Proceedings. Institute of Electrical and Electronics Engineers Inc., 4 стр. 8447132. (International Symposium on Electrical Apparatus and Technologies)[5].

## Примечание
1. 1 2  Сарапулов Сергей Федорович. www.acelsc.ru. Дата обращения: 19 ноября 2021. Архивировано 17 февраля 2020 года.
2. 1 2 3 4  Преподавательский состав. urfu.ru. Дата обращения: 19 ноября 2021. Архивировано 19 ноября 2021 года.
3. 1 2 3 4 5 6  [famous-scientists.ru/list/11823 Сарапулов Сергей Федорович - Диссертации - Известные ученые]. famous-scientists.ru. Дата обращения: 19 ноября 2021.
4. ↑  Федор Никитич Сарапулов, Сергей Федорович Сарапулов, Игорь Евгеньевич Родионов, Шымчак Петр. Моделирование тепловых режимов тягового линейного асинхронного двигателя. — Уральский федеральный университет имени первого Президента России Б.Н. Ельцина, 2015. — С. 141–144.
5. 1 2 3 4  Сергей Федорович Сарапулов. Научно-исследовательский портал Уральского федерального университета. Дата обращения: 19 ноября 2021. Архивировано 19 ноября 2021 года.